# Karstenia lonicerae
Karstenia lonicerae är en svampart som först beskrevs av Josef Velenovský, och fick sitt nu gällande namn av Sherwood 1977. Karstenia lonicerae ingår i släktet Karstenia, ordningen Rhytismatales, klassen Leotiomycetes, divisionen sporsäcksvampar och riket svampar.   Inga underarter finns listade i Catalogue of Life.